# Ka-rock
Ka-rock egy nagykanizsai közhasznú alapítvány, amely amatőr könnyűzenei együtteseket támogat.

## Alapítása, céljai
A Ka-rock közhasznú alapítványt 2005-ben alapították Horváth Zoltán vezetésével, székhelye Nagykanizsán van. Célja az amatőr zenekarok segítése. Az alapítvány hazai- és külföldi fellépéseket, koncerteket szervez, hogy az együttesek közönség előtt is bemutatkozhassanak. Önállóan, illetve más társszervezetekkel együtt rendez és szervez különféle zenei és kulturális rendezvényeket, programokat, fesztiválokat. A helyi médiákban zenei műsorokat működtet, támogatja a tehetséges fiatalok zenei továbbképzését.

## Rendezvényei
2005 decemberében volt az alapítvány által szervezett első koncert, amelyen helyi amatőr zenekarok léptek fel. A későbbiekben sok hasonló élőzenés estet tartottak, ezeken már nemcsak helyi formációk játszottak, hanem az ország különböző pontjairól is érkeztek zenészek.
2006 áprilisában koncertezett Nagykanizsán az alapítvány felkérésére az első országosan is ismert zenekar, a Moby Dick, majd később az Aurora. Külföldi zenekarok is megfordultak a Ka-rock bulijain, illetve a helyi zenészek látogattak például Szlovákiába és Romániába. Szerveztek jótékonysági koncerteket a leukémiás betegek megsegítésére, az Élettér Állat- és Természetvédő Egyesület számára, valamint az Aranyfény Civil Egyesület javára.
A Ka-rock CSÓSTOCK néven 2007. június 29-én megnyitotta első nagyszabású fesztiválját a helyi Csónakázó-tó mellett. A háromnapos rendezvényen amatőr zenészek mutatkozhattak be. A sztárvendég az Akela zenekar volt. A fesztivált évente megrendezik, fellépett mások mellett a Fürgerókalábak, az Embers, a Mangod Inc., a Mystery Gang, a Bőgőmasina, a Cadaveres és a Pokolgép.

## Mottó
A Ka-rock mottója: "Nem kell a világnak közös nyelv, mert van már neki. Úgy hívják, hogy zene!"

## További információ
Ka-rock alapítvány